# SBV Vitesse
Stichting Betaald Voetbal Vitesse, poznatiji i pod nazivima SBV Vitesse, Vitesse Arnhem ili jednostavno Vitesse je nizozemski nogometni klub iz Arnhema koji je osnovan 14. svibnja 1892. godine. Trenutačno se natječe u Eerste Divisieu, drugom rangu nizozemskog nogometa.
Od 1998. godine igraju na stadionu GelreDome koji može primiti 21.248 gledatelja. 
Klub je osvojio nizozemski kup u sezoni 2016./17. te im je to jedini trofej u povijesti.

## Vanjske poveznice
- Službena web-stranica